# Голі (Пенсільванія)
Голі (англ. Hawley) — місто (англ. borough) в США, в окрузі Вейн штату Пенсільванія. Населення — 1229 осіб (2020).

## Географія
Голі розташоване за координатами 41°28′33″ пн. ш. 75°10′33″ зх. д. / 41.47583° пн. ш. 75.17583° зх. д. (41.475949, -75.175964).  За даними Бюро перепису населення США в 2010 році місто мало площу 1,60 км², з яких 1,50 км² — суходіл та 0,09 км² — водойми.

## Демографія
Згідно з переписом 2010 року, у селищі мешкало 1211 осіб у 549 домогосподарствах у складі 297 родин. Густота населення становила 759 осіб/км².  Було 625 помешкань (391/км²).
Расовий склад населення:
| - 96,4 % — білих - 0,5 % — чорних або афроамериканців - 0,1 % — азіатів |

До двох чи більше рас належало 2,1 %. Частка іспаномовних становила 5,0 % від усіх жителів.
За віковим діапазоном населення розподілялося таким чином: 22,5 % — особи молодші 18 років, 60,2 % — особи у віці 18—64 років, 17,3 % — особи у віці 65 років та старші. Медіана віку мешканця становила 44,4 року. На 100 осіб жіночої статі у селищі припадало 91,6 чоловіків;  на 100 жінок у віці від 18 років та старших — 89,1 чоловіків також старших 18 років.
Середній дохід на одне домашнє господарство  становив 50 722 долари США (медіана — 37 109), а середній дохід на одну сім'ю — 65 752 долари (медіана — 51 500). Медіана доходів становила 45 536 доларів для чоловіків та 28 125 доларів для жінок. За межею бідності перебувало 23,1 % осіб, у тому числі 14,3 % дітей у віці до 18 років та 17,5 % осіб у віці 65 років та старших.
Цивільне працевлаштоване населення становило 607 осіб. Основні галузі зайнятості: роздрібна торгівля — 22,4 %, мистецтво, розваги та відпочинок — 21,6 %, освіта, охорона здоров'я та соціальна допомога — 15,0 %.